# Felicia Notbom
Felicia Notbom (* 3. April 1981 in Kaufbeuren) ist eine ehemalige deutsche Fußballspielerin.

## Karriere

### Vereine
Notbom begann in der Gemeinde Pforzen im schwäbischen Landkreis Ostallgäu beim ortsansässigen SV Pforzen gemeinsam mit Jungen mit dem Fußballspielen; später erfolgte der Wechsel zur SpVgg Kaufbeuren.
Nach einem Verbandsspiel zwischen ihrer Mannschaft und dem FC Bayern München im Jahr 1998 wurde sie von Trainer Peter König zu einem Probetraining eingeladen und daraufhin vom Verein zur Saison 1998/99 verpflichtet.
Nach zwei Spielzeiten in der Bayernliga setzte sie sich mit ihrem Verein in der Aufstiegsrunde zur Bundesliga mit drei Punkten vor dem SC Freiburg durch, der im entscheidenden Spiel mit 3:2 bezwungen werden konnte.
In ihrer Premierensaison im Seniorenbereich bestritt sie 13 Punktspiele in der höchsten deutschen Spielklasse und debütierte am 15. Oktober 2000 (1. Spieltag) beim 4:1-Sieg im Heimspiel gegen die Sportfreunde Siegen. In der Folgesaison kam sie ebenfalls in 13 Punktspielen zum Einsatz, in denen sie ihre ersten beiden Tore erzielte. Ihr erstes Tor war der Treffer zum 4:1 per Strafstoß in der 86. Minute beim 5:1-Sieg im Auswärtsspiel gegen den Hamburger SV am 7. Oktober 2001 (6. Spieltag). Nachdem sie in der Saison 2002/03 lediglich achtmal gespielt hatte, kam sie in der Saison 2003/04 kein einziges Mal zum Einsatz. In ihren letzten beiden Spielzeiten, 2004/05 und 2005/06, bestritt sie 16 bzw. 18 von 22 Punktspielen und erzielte vier bzw. drei Tore. Während ihrer Vereinszugehörigkeit zum FC Bayern München absolvierte sie 68 Bundesligaspiele, in denen sie neun Tore erzielte.

### Nationalmannschaft
Notbom spielte im Jahr 2000 für die U18-Nationalmannschaft, mit der sie an der vom 27. Juli bis 4. August in Frankreich ausgetragenen Europameisterschaft teilnahm und in Boulogne-sur-Mer mit dem 4:2-Sieg über die Auswahl Spaniens den Titel gewann.

## Erfolge
- U18-Europameister 2000
- Bayerischer Meister 2000 und Aufstieg in die Bundesliga